# Tragiscoschema cor-flavum
Tragiscoschema cor-flavum là một loài bọ cánh cứng trong họ Cerambycidae.